# Kraftwerk Aratiatia

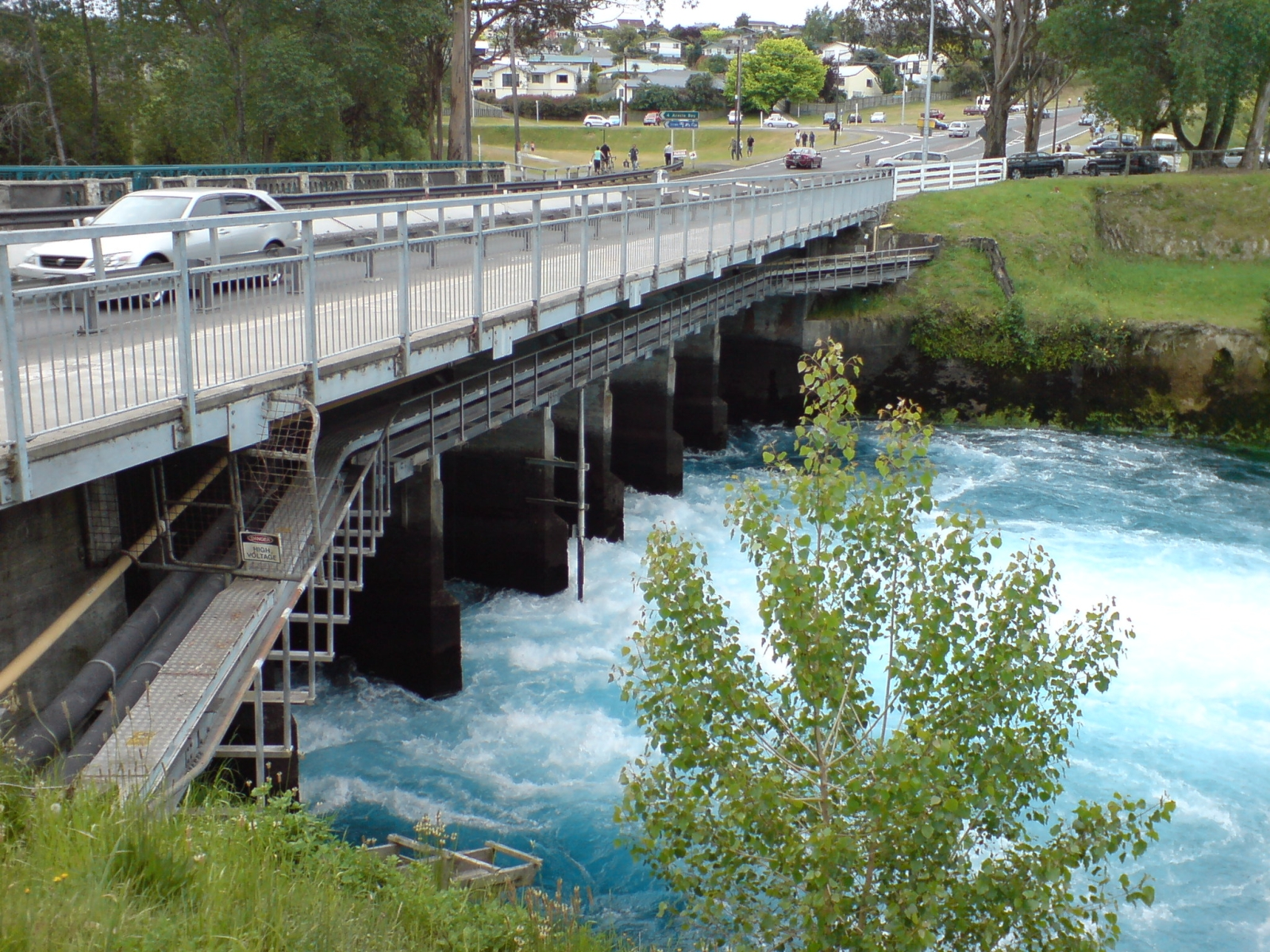
Die Wehranlage am Lake Taupō

Das Kraftwerk Aratiatia (Aratiatia Power Station) ist ein Laufwasserkraftwerk auf der Nordinsel von Neuseeland.

## Namensherkunft
Der Name Aratiatia bedeutet wörtlich übersetzt eine Reihe von Pflöcke, die in einem steilen Aufstieg im Zickzack-Muster gesteckt sind, um das Klettern zu erleichtern. Es könnte sich auch auf die Reisen des angestammten Entdeckers Tia vom Arawa-Kanu beziehen, der sich bei der Erkundung des Waikato River zu diesen Stromschnellen begab.

## Geographie
Die Aratiatia Power Station ist das erste Kraftwerk in einer Kette von insgesamt acht Wasserkraftwerken des Waikato River. Das Kraftwerk befinde sich 10 km nordöstlich des Stadtzentrums von Taupō und ist vom 2 km westlich verlaufenden New Zealand State Highway 1 aus über die Aratiatia Road zu erreichen.

## Geschichte
Im Jahr 1954 begann die damalige neuseeländische Regierung damit, ein Wasserkraftwerk nördlich von Taupō zu planen. Die Arbeiten an dem Staudamm begannen im September 1959 und im März 1964 konnte der Stausee, der den Namen Lake Aratiatia bekam, geflutet werden. Dies geschah rechtzeitig vor den zu erwartenden Stromengpässen aufgrund des steigenden Strombedarfs im Land. Das Kraftwerk ging noch im März 1964 mit dem ersten Generator in Betrieb. Im April 1964 folgte der zweite und einen Monat später der dritte Generator im Einsatz.
Stand 2020 wird das Kraftwerk von der mehrheitlich im Staatsbesitz befindlichen Firma Mercury NZ Limited, früher Mighty River Power, betrieben.

## Absperrbauwerk
An einer Engstelle des Waikato River wurde das Absperrbauwerk aus einer rund 250 m langen Staumauer errichtet. Rechts der Mitte der Staumauer (aus Seesicht) befindet sich das Wehr mit zwei Toren. Unterhalb des Wehres befindet sich die Aratiatia Rapids. Dies sind Stromschnellen, die nur dann Wasser führen, wenn die Wehrtore geöffnet sind. Da die Stromschnellen eine Touristenattraktion darstellen, erfolgt dies bis zu vier Mal am Tag.
Auf der linken Seite der Staumauer führt ein 9 m im Durchmesser messender, 370 m langer Tunnel zu einem Wasserschloss oberhalb des Kraftwerks, um Wasserschlag verhindern zu können. Von dort aus führen dann drei 5,5 m im Durchmesser große und 30 m lange Druckstollen zu den Turbinen des Kraftwerks.

## Kraftwerk
Das Kraftwerk verfügt über eine installierte Leistung von 84 MW. Im Jahr 2011 wurde die betriebssichere Leistung bei 78 MW festgelegt. Die durchschnittliche Jahresstromerzeugung liegt bei 331 GWh.
Die drei von Francis-Turbinen angetriebenen Generatoren des Kraftwerks befinden sich in einem Maschinenhaus ca. 500 m unterhalb der Staumauer und haben eine Nennleistung von je 30 MW. Die Turbinen wurden von der Forma Kvaerner Turbin AB geliefert, die Generatoren von CGE. Das Laufrad einer Turbine wiegt fast 40 t.

## Stausee
Die Staumauer staut den Waikato River zum Lake Aratiatia auf, der sich über eine Fläche von 0,5 km² erstreckt und ein nutzbares Volumen von rund 0,8 Mio. m³ aufweist. Das Stauziel des Sees wurde zwischen 335,99 m und 337,82 m festgelegt.

## Lake Taupō
Der Lake Taupo bildet das Hauptreservoir für die folgenden acht Wasserkraftwerken des Waikato River (engl. Waikato Hydro Scheme) und stellt mit einer Fläche von 622 km² der größte See Neuseelands dar. Am nordöstlichen Ende des Sees liegt der Abfluss des Sees in den Waikato River.
Ca. 1000 m vom Abfluss des Lake Taupo entfernt befindet sich eine Wehranlage mit sechs Toren (engl. Lake Taupō Control Gates), die 1941 errichtet wurde. Sie reguliert den Abfluss aus dem See. Der New Zealand State Highway 1 führt über diese Wehranlage. Durch eine Vertiefung des Flussbetts wurde der maximale Abfluss auf 300 m³/s gesteigert, während der natürliche Abfluss zuvor bei max. 200 m³/s lag. Für die Wasserkraftwerke können insgesamt ca. 855 Mio. m³ aus dem See genutzt werden, dies entspricht ca. 1,4 m Differenz beim Wasserspiegel des Sees (das Gesamtvolumen des Lake Taupō liegt bei geschätzten 59 Mrd. m³).